# Stazione di Pinarolo Po
La stazione di Pinarolo Po è una stazione ferroviaria posta sulla linea Pavia-Stradella, a servizio dell'omonimo comune.

## Storia
La stazione fu attivata l'11 settembre 1882, all'apertura della linea Bressana Bottarone-Broni.
Il 24 giugno 2013 venne soppresso il binario 2; di conseguenza, il binario 3 venne rinumerato 2.

## Movimento
La stazione è servita dai treni regionali in servizio sulla tratta Milano-Pavia-Stradella-Piacenza, espletati da Trenord nell'ambito del contratto di servizio stipulato con la Regione Lombardia.